# Adeodato de Cantuária
Adeodato (em latim: Deusdedit), cujo nome original talvez tenha sido Frithona, Frithuwine ou Frithonas, foi o sexto arcebispo de Cantuária, e o primeiro anglo-saxão de nascimento a ocupar esse cargo.
O Sínodo de Whitby, que debateu se a Igreja da Nortúmbria deveria seguir o método da Igreja de Roma ou da Igreja Celta para apurar a data correta da Páscoa, foi realizado em 664. Adeodato não parece ter estado presente, talvez por conta de uma epidemia de peste que assolava a Inglaterra na época.
Adeodato morreu logo em seguida, embora a data exata seja tema de disputa. Beda, em sua História Eclesiástica do Povo Inglês, relata "No décimo-quarto dia de julho do ano supramencionado, quando um eclipse foi sucedido imediatamente pela peste, na época que o bispo Colman foi refutado por uma decisão unânime dos católicos e devolvido ao seu país, Adeodato, o sexto arcebispo de Cantuária, morreu".

## Legado
É um santo cristão cuja celebração pelas igrejas católica, ortodoxa e anglicana é feita todos os 14 de julho. Uma hagiografia sua foi escrita por Goscelino após as suas relíquias terem sido transladadas de seu local de sepultamento original em 1091 d.C. O manuscrito De Sancto Deusdedit Archiepiscopo sobrevive atualmente como na Biblioteca Britânica. Seu santuário na abadia sobreviveu até a Dissolução dos Mosteiros na década de 1530.